# 音画芸術研究所
音画芸術研究所（おんがげいじゅつけんきゅうじょ）は、かつて存在した映画製作会社。
1932年、ピー・シー・エル映画製作所の親会社「写真化学研究所」を設立した植村泰二の従弟の左翼活動家・大村英之助、日本プロレタリア映画同盟（プロキノ）京都支部にいた松崎啓次、日本プロレタリア映画同盟の非公然メンバーで京都の新興キネマの労働争議に関係していた木村荘十二によって設立された。
1933年、農村出身の娘と東京の青年労働者の生活を描いた木村荘十二監督「河向ふの青春」をピー・シー・エル映画製作所との提携で製作。配給＝東和商事。瀧口修造が手弁当で手伝った。また、日本プロレタリア映画同盟から、篠勝三と能登節雄が派遣されてきた。
まもなく、同じメンバーで、ピー・シー・エル映画製作所の『音楽喜劇 ほろよひ人生』を製作したが、音画芸術研究所のクレジットはなく、手伝いだった瀧口修造、プロキノから来た篠勝三、能登節雄も含め、人員はピー・シー・エル映画製作所に吸収された。
木村荘十二は、ピー・シー・エル映画製作所、東宝映画で監督を務め、松崎啓次も、東宝文化映画課長から中華電影公司製作部長となった。大村英之助も、ピー・シー・エル映画製作所に入社するが、治安維持法違反容疑で逮捕され、1935年に別に芸術映画社を設立した。